# Brachymeria butae
Brachymeria butae är en stekelart som först beskrevs av Schmitz 1946.  Brachymeria butae ingår i släktet Brachymeria och familjen bredlårsteklar. Inga underarter finns listade.